# ブーフローエ - メミンゲン線
ブーフローエ - メミンゲン線（ブーフローエ - メミンゲンせん、ドイツ語: Bahnstrecke München–Memingen）はドイツ連邦共和国バイエルン州ブーフローエとメミンゲンを結ぶ幹線鉄道である。この路線はミュンヘンとボーデン湖を連結する主要区間の一部として機能する。

## 歴史

### 王立バイエルン鉄道
1869年4月29日の法律でバイエルン議会は22個の新線建設を承認して、その中でミュンヘン - メミンゲン鉄道の境界線までの建設が含まれた。ヴュルテンベルク王国は国内の鉄道建設を拒否して、プロジェクトはメミンゲンまで建設することに変更された。路線経路として、パージングからシュテーゲン、ランツベルクを経てブーフローエまでの経路が論議された。しかしアンパーモース地帯とアンマー湖岸の洪水危険、レヒ川両岸の大きい高低差の理由で王立運輸協会はその経路を断った。王立運輸協会はその代わりにブルク、グラーフラト、カウフェリング近郊のレヒ川岸を経由地として計画して、予算額が低くなった。ランツベルクの連結はカウフェリンの分岐線が企画された。
建設工事は1869年12月に開始されて、この路線は最初から複線用路盤で、まずは単線で建設された。この路線は1874年5月1日に王立バイエルン鉄道により開通された。

### ドイツ鉄道
2011年12月以来に642形気動車がアウクスブルク行きの中距離列車に投入されている。2015年6月にミュンヘン行きの245形ディーゼル機関車と二階建て客車のプッシュプル列車がこの路線で走行することとなった。
2017年11月にシュテッテン駅舎、ゾントハイム駅舎、ウンゲルハウゼン信号場がメミンゲン運転指令所と連結された。2018年秋までテュルクハイム駅、シュテッテン駅、ゾントハイム駅が乗降場利用に支障ないように改修された。2018年上半期にシュテッテンで建造後約145年の過ぎた組積式アーチ形高架橋が撤去され、鉄筋コンクリート構造の鉄道橋の取り替え工事が行われた。2020年12月に電力設備工事がゲルテンドルフ - リンダウ区間で完了して、メミンゲン - ミュンヘン区間の走行時間はおよそ30分ほど減少した。ETR610電車はミュンヘン - チューリヒ間のユーロシティー列車としてこの路線に投入された。

## 沿線概況

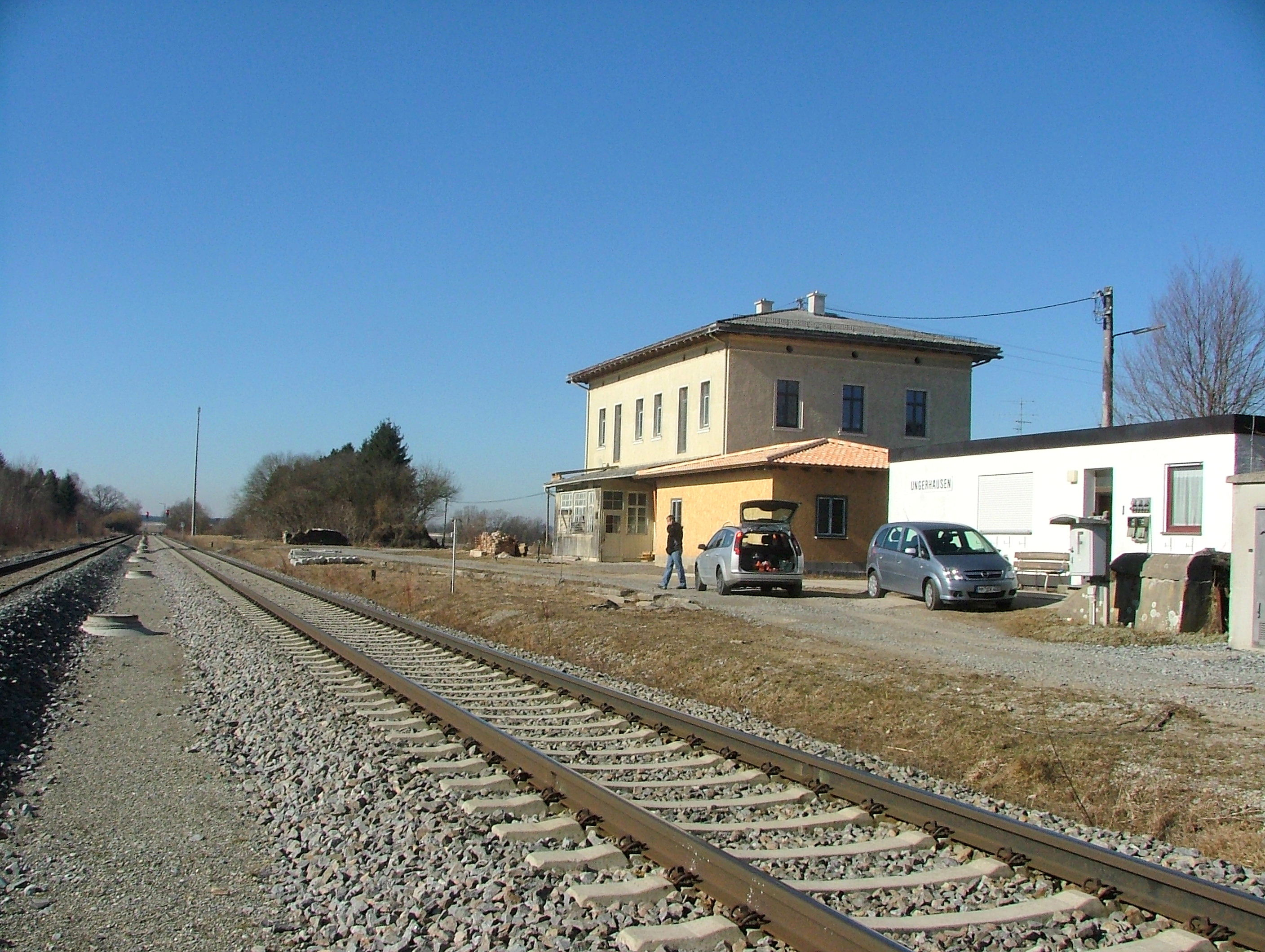
ウンゲルハウゼン信号場

列車がブーフローエ駅から出発すると、旧ルートヴィヒ南北線がすぐにケンプテン方面に分岐する。テュルクハイム駅で北の方向にゲッサーツハウゼン - テュルクハイム線が、南の方向にバート・ヴォェリスホーフェン方面の線路がそれぞれ分岐する。中シュヴァーベン線はミン出るハイム駅からクルムバッハおよびギュンツブルク方面に伸びる。一部の列車は中央シュヴァーベン線を貫通してメミンゲンへ向かう。ウンゲルハウゼン信号場ではオットボイレン方面の旧線とメミンゲン飛行場の連結線が分岐した。メミンゲン駅の寸前にイラー谷線がこの路線に合流すると、列車はメミンゲン駅に到着する。イラー谷線はケンプテン方面に分岐し、ロイトキルヒ - メミンゲン線はこの路線を継承する。

## 運用現況
- ECE 88: ミュンヘン - ブーフローエ - メミンゲン - リンダウ・ロイティン - ブレゲンツ - チューリッヒ。120分ごと。使用車両はETR610電車。
- 快速列車（RE 71/RE 73）: アウグスブルク - ブーフローエ - テュルクハイム - メミンゲン/バート・ヴェリスホーフェン。120分ごと。使用車両は642形気動車。テュルクハイム駅でRE71とRE73列車は分割併合する。
- 快速列車（RE 72）: ミュンヘン - ゲルテンドルフ - ブーフローエ - テュルクハイム - ラミンゲン - ミンデルハイム - シュテッテン - ゾントハイム - メミンゲン。120分ごと。ゴーアヘッド鉄道運用。使用車両はFLIRT3世代電車。
- 快速列車（RE 96）: ミュンヘン - ブーフローエ - テュルクハイム - ミンデルハイム - メミンゲン - ロイトキルヒ - キスレク - ヘルガッツ - リンダウ島駅 - リンダウ・ロイティン。120分ごと。ゴーアヘッド鉄道運用。使用車両はRE72と同じ。